# Rosenbergia clarki
Rosenbergia clarki är en skalbaggsart som beskrevs av Rigout 1982. Rosenbergia clarki ingår i släktet Rosenbergia och familjen långhorningar. Inga underarter finns listade i Catalogue of Life.